# Ferrari 643 F1
La Ferrari 643 F1 è una monoposto di Formula 1 realizzata dalla Scuderia Ferrari ed impiegata nella seconda parte del mondiale 1991.
Progettata in tempi brevi e a campionato già iniziato per sostituire la 642, rivelatasi poco competitiva e scarsamente affidabile, non riuscì tuttavia a riavvicinare la squadra italiana al vertice della categoria.

## Sviluppo
La 643 F1 fu l'ultima e la più estrema tra le monoposto sviluppate a partire dalla 640 del 1989. Sebbene fosse un modello sufficientemente distinto dalla 642, sua vettura progenitrice, la 643 condivide con essa la denominazione alternativa di F1-91, in quanto anch'essa impiegata nella stagione 1991.
Le più visibili differenze rispetto alla 642 furono di natura aerodinamica. A differenza della soluzione a "becco di papero" della vecchia monoposto (propria di tutti i progetti a partire dalla 640), il musetto della 643 adottava una carenatura rastremata (appuntita in avanti e più larga verso il corpo vettura) e dal profilo tondeggiante (quasi piana presso la centina dell'abitacolo e tendente a incurvarsi verso il basso nella sezione avanzata). Tutta la parte anteriore della macchina era inoltre maggiormente rialzata da terra rispetto al vecchio modello: ciò al duplice scopo di evitare che l'ala anteriore toccasse il fondo sotto il peso del carico aerodinamico e di accrescere il flusso d'aria che s'insinuava sotto la vettura e veniva convogliato all'estrattore posteriore. I lati del muso inoltre adottavano un insolito colore nero (proprio della fibra di carbonio non dipinta) in sostituzione del tipico rosso corsa connotante il resto della livrea. Anche le pance laterali vennero ridisegnate, risultando più corte, larghe e basse rispetto a quelle della 642, ma senza abbandonare del tutto il profilo "a Coca-Cola".
Il motore a 12 cilindri della 643 si distingueva da quello impiegato sulla progenitrice per l'alesaggio dei cilindri maggiorato, la ridotta corsa del pistone e la cilindrata inferiore. Nonostante ciò esso vantava una maggiore potenza, tale da migliorare il rapporto col peso del corpo vettura.

## Carriera agonistica
Nonostante gli sforzi dei tecnici di Maranello, la 643 non fu in grado di superare i problemi telaistici, di obsolescenza e di affidabilità che affliggevano la 642 (rispetto alla quale, a dispetto della differenza nell'aspetto esteriore, essa pagava ancora un sensibile debito progettuale).
Il debutto agonistico, che peraltro coincise con l'esordio della Formula 1 a Nevers Magny-Cours, una pista dal fondo stradale particolarmente regolare e levigato, fu comunque promettente giacché Prost si piazzò secondo e Alesi quarto. Nelle gare successive tuttavia il distacco rispetto alle McLaren-Honda e alle Williams-Renault tornò ad ampliarsi: il complesso telaio-sospensioni della 643 andava infatti in crisi sui circuiti ricchi di saliscendi e generalmente in fase di frenata. A fronte di sei podi conquistati nelle dieci gare cui partecipò (dei quali quattro con Prost e due con Alesi), la monoposto patì infatti otto ritiri: in gara di fatto non fu mai in grado di lottare apertamente per la vittoria e non riuscì a stabilire alcun giro veloce.
La situazione interna al team venne inoltre esacerbata dall'insofferenza di Alain Prost, il quale trovava la vettura molto lenta e difficile da guidare (lamentandosi in particolare per la fragilità degli ammortizzatori e la durezza dello sterzo), accusando inoltre la squadra di aver intavolato trattative private per portare Ayrton Senna (pilota con cui il francese non intratteneva buoni rapporti) a Maranello. Al culmine dell'esasperazione, il 20 ottobre 1991, in un'intervista concessa al termine del GP del Giappone, Prost paragonò la 643 a un camion, questo per via dello sterzo particolarmente pesante e poco reattivo. Venutane a conoscenza, la Ferrari allontanò immediatamente il pilota francese, che nella gara conclusiva della stagione venne sostituito dal collaudatore Gianni Morbidelli.

## Risultati completi
| Anno | Vettura | Motore      | Gomme | Piloti     |  |  |  |  |  |  |   |     |     |     |     |     |     |   |     |     |  |  |  |  |  |  |  |  | Punti | Pos. |
| ---- | ------- | ----------- | ----- | ---------- |  |  |  |  |  |  | - | --- | --- | --- | --- | --- | --- | - | --- | --- |  |  |  |  |  |  |  |  | ----- | ---- |
| 1991 | 643 F1  | Ferrari 037 | G     | Prost      |  |  |  |  |  |  | 2 | 3   | Rit | Rit | Rit | 3   | Rit | 2 | 4   |     |  |  |  |  |  |  |  |  | 55,5  | 3º   |
| 1991 | 643 F1  | Ferrari 037 | G     | Alesi      |  |  |  |  |  |  | 4 | Rit | 3   | 5   | Rit | Rit | 3   | 4 | Rit | Rit |  |  |  |  |  |  |  |  | 55,5  | 3º   |
| 1991 | 643 F1  | Ferrari 037 | G     | Morbidelli |  |  |  |  |  |  |   |     |     |     |     |     |     |   |     | 6   |  |  |  |  |  |  |  |  | 55,5  | 3º   |